# Dušan Čamprag
Dušan Čamprag (serbisch-kyrillisch Душан Чампраг; * 14. März 1925 in Ada, Jugoslawien; † 22. März 2021 in Novi Sad, Serbien) war ein jugoslawischer bzw. serbischer Agrarwissenschaftler und Entomologe.

## Leben
Er studierte von 1946 bis 1951 an der Agrarwissenschaftlichen Fakultät der Universität Belgrad, von 1952 bis 1956 war er am Institut für Zuckerrüben-Forschung in Crvenka tätig. Ab 1957 war er Dozent für agrarwissenschaftliche Entomologie an der Universität Novi Sad, wo er 1961 mit einer Arbeit über Rüsselkäfer als Schädlinge an Zuckerrüben promovierte.
Er war ab 1962 Assistenzprofessor, ab 1969 Außerordentlicher und ab 1975 Ordentlicher Professor am Institut für Pflanzenschutz der Agrarwissenschaftlichen Fakultät der Universität Novi Sad. Er ging 1982 in den Ruhestand, war aber weiterhin wissenschaftlich tätig.
Er wurde 1991 zum Vollmitglied der Serbischen Akademie der Wissenschaften und Künste gewählt; seit 2004 war er auswärtiges Mitglied der Ungarischen Akademie der Wissenschaften.

## Veröffentlichungen (Auswahl)
- (mit Ivo Matić): Gajenje šećerne repe u našoj zemlji (Der Anbau von Zuckerrüben in unserem Land), 1956
- Štetočine šečerne repe u Jugoslaviji, Mađarskoj, Rumunija i Bulgarskoj, sa posebnim osvrtom na vaznije stetne vrste (Schädlinge der Zuckerrübe in Jugoslawien, Ungarn, Rumänien und Bulgarien unter besonderer Berücksichtigung der wichtigsten Arten), 1973
- Metlica Loxostege sticticalis L., život i suzbijanje (Der Rübenzünsler, Leben und Bekämpfung), 1976
- (mit Jelena Đurkić und Radosav Sekulić): Die Makroentomofauna im Boden von Weizenfeldern im Nordosten Jugoslawiens, in: Schaderreger in der industriemäßigen Getreideproduktion. Symposium veranstaltet von der Martin-Luther-Universität Halle-Wittenberg, Sektion Pflanzenproduktion, Wissenschaftsbereich Agrochemie, 2. Symposium am 2. bis 4. November 1977, 1978
- (mit Adam Marić): Bolesti i štetočine suncokreta i njihovo suzbijanje (Krankheiten und Schädlinge der Sonnenblume und deren Bekämpfung), 1988
- (mit Miroslav Radovanović): Štetočine šećerne repe i integralna zaštika bilja (Schädlinge der Zuckerrübe und integrierter Pflanzenschutz), 1992
- Skočibube (Elateridae) i integralne mere suzbijanja (Schnellkäfer und integrierte Bekämpfungsmaßnahmen), 1997
- Pojava, štetnost i suzbijanje kukuruzne zlatice Diabrotica virgifera virgifera Le Conte (Auftreten, Schaden und Bekämpfung des Westlichen Maiswurzelbohrers), 1998
- Agrotehnikom protiv štetočina ratarskih kultura. Sa osvrtom na integralnu zaštitu bilja (Mit Agrotechnik gegen Schädlinge im Ackerbau. Mit Berücksichtigung des integrierten Pflanzenschutzes), 2002, ISBN 86-81125-56-7
- (mit Mirko Jovanić): Sovice (Lepidoptera: Noctuidae). Štetočine poljoprivrednih kultura (Eulenfalter. Schädlinge in der Landwirtschaft), 2005, ISBN 86-7520-061-7
- Razmnožavanje štetočina ratarskih kultura u Srbiji i susednim zemljama tokom 20. veka (Die Verbreitung von Schädlingen auf Feldfrüchten in Serbien und benachbarten Staaten im 20. Jahrhundert), 2007, ISBN 978-86-81125-66-3
- Pojava štetočina poljoprivrednih kultura u Vojvodini (Das Auftreten von Schädlingen in der Landwirtschaft der Vojvodina), 2010, ISBN 978-86-81125-77-9